# 観光列車 (ポルカ)
『観光列車』（かんこうれっしゃ、独: Vergnügungszug）作品281は、ヨハン・シュトラウス2世が作曲したポルカ。ポルカ・シュネル（速いポルカ）に分類されている。1864年1月19日にレドゥテンザールにて開催された「産業協会舞踏会」のために作曲された。1938年にショスタコーヴィチがオーケストレーションを膨らませた編曲を行なっている。

## 解説
オーストリア帝国の地方に観光列車を走らせていた、オーストリア南部鉄道の開通式に着想を受けた作品である。
鉄道を題材とした音楽としては、ハンス・クリスチャン・ロンビがすでにギャロップ『コペンハーゲンの蒸気機関車』を作曲し、それ以前にもシュトラウス1世が1837年11月14日に、ウィーン郊外のフローリッツドルフとドイッチュ＝ヴァグラムを結ぶオーストリア蒸気鉄道の開通式を称えてワルツ『鉄道の愉しみ』(Eisenbahn-Lust Walzer) 作品89を書き上げている。シュトラウス2世の弟エドゥアルトも新線の開通を記念して、有名なポルカ・シュネル『テープは切られた』(Bahn Frei) 作品45を作曲している。
いずれにせよシュトラウス2世のこのポルカは、精彩に満ちた描写音楽として際立っており、トライアングルが発着の警報を、ホルンが列車の進行をそれぞれ暗示している。中間部はオーケストラの見せ場を緩めることなく、鉄道旅行の愉しみを魅力的な旋律によって仄めかしていく。作品を通じて頻繁に転調が繰り返されるが、終結部の高音部の和音によって主調が強調され、力強い太鼓連打に伴奏されたファンファーレが鳴り響いて締め括りとなる。
シュトラウス作品の多くは、旅行や移動手段を記念するものが多いが、シュトラウス兄弟は誰一人として旅行に積極的だったわけではない。ヨハン・シュトラウス2世は、ゼメリング峠の絶壁を登ると仄めかされただけで怖がったとか、その後も1870年代にボストンへの演奏旅行で鉄道を使うと分かった時でも嫌がったとかというアネクドートが伝えられており、その妻ヘンリエッタ・トレフツが書き残したところによると、シュトラウスは列車に乗ってもう一度アメリカ旅行をするぐらいなら、殺されたほうがましだと打ち明けたという。多くの逸話は、ただの余談でしかないのだが、それでもシュトラウスが鉄道旅行を怖がっており、車内で取り乱したということを伝えてくれている。